# جون هولدينغ
جون هولدينغ (بالإنجليزية: John Houlding)‏ (1833–1902)، رجل أعمال إنجليزي، يُعرف بكونه عمدة مدينة ليفربول ومؤسس نادي ليفربول لكرة القدم.
هولدينغ كان رجل أعمال عصامي في مدينة ليفربول. تلقى دراسته في جامعة ليفربول وكان نشطاً حتى نهاية القرن التاسع عشر، كان يمتلك مصنع جعة أبقاه في حالة مادية مريحة لبقية حياته. انتخب لمجلس مدينة ليفربول كمحافظ ممثل لكلمة إيفرتون، قبل تعيننة في منصب عمدة مدينة ليفربول في 1897. وكان أيضا عضواً في جماعة الأورانج، وهي منظمة أخوية بروتستانتية كان لها اثر كبير في منطقة ليفربول.